# Rogiera langlassei
Rogiera langlassei är en måreväxtart som först beskrevs av Paul Carpenter Standley, och fick sitt nu gällande namn av Attila L. Borhidi. Rogiera langlassei ingår i släktet Rogiera och familjen måreväxter. Inga underarter finns listade i Catalogue of Life.